# Lúcio Bébio Tulo
Lúcio Bébio Tulo (em latim: Lucius Baebius Tullus) foi um senador romano nomeado cônsul sufecto para o nundínio de setembro a dezembro de 95 com Quinto Pompônio Rufo. Foi procônsul da Ásia entre 110 e 111. Morreu ainda no cargo.